# HD116890
HD116890 — хімічно пекулярна зоря спектрального класу B9, що має видиму зоряну величину в смузі V приблизно  6,2.
Вона  розташована на відстані близько 698,4 світлових років від Сонця.

## Фізичні характеристики
Телескоп Гіппаркос зареєстрував фотометричну змінність  даної зорі з періодом    4,33 доби в межах від  Hmin= 6,23 до  Hmax= 6,15.

## Пекулярний хімічний склад
Зоряна атмосфера HD116890 має підвищений вміст 
Si
.